# Aleksandra Krunićová

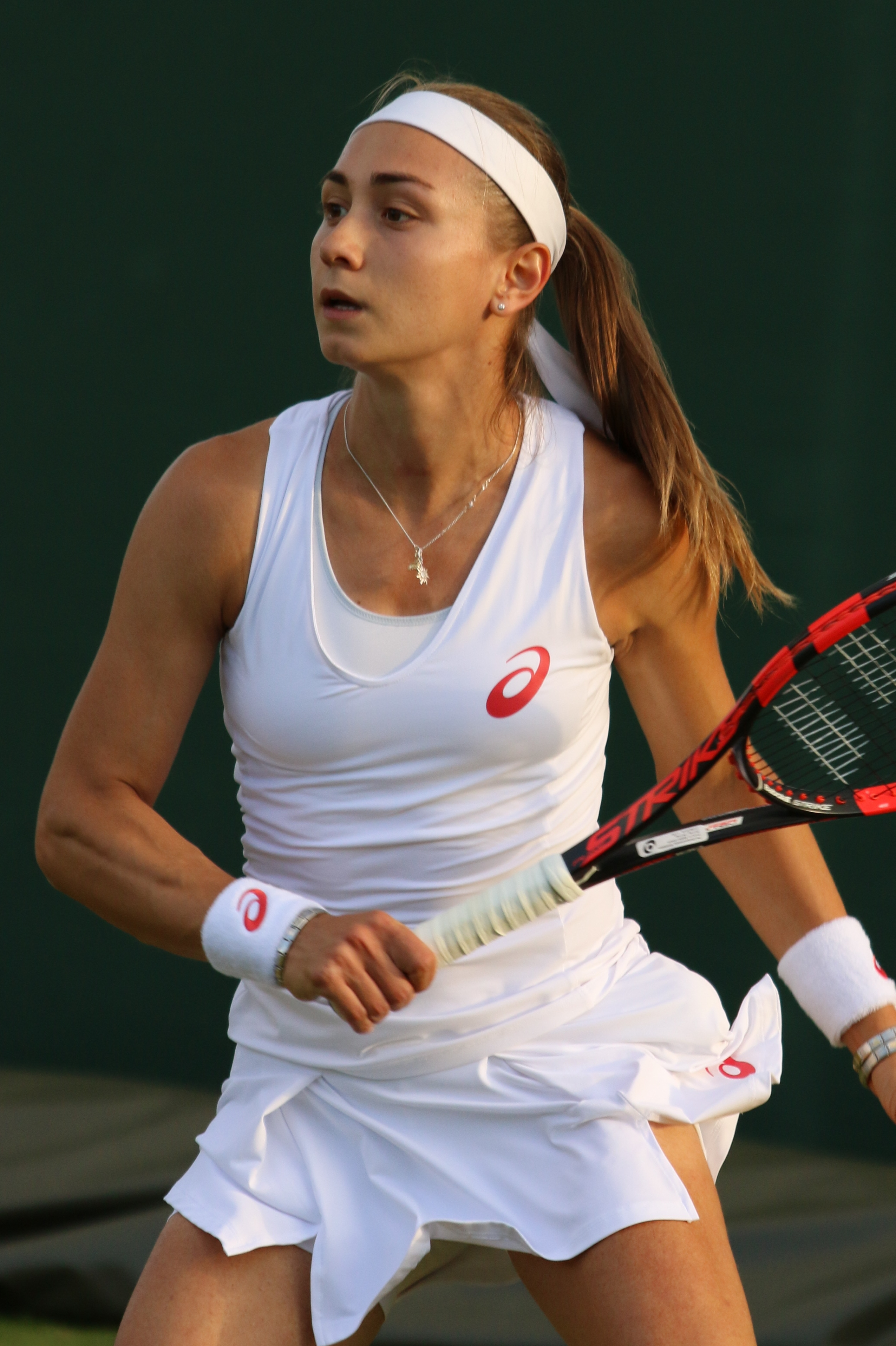
Během wimbledonské kvalifikace 2016

Aleksandra Krunićová (srbsky Александра Крунић; narozená 15. března 1993 Moskva) je srbská profesionální tenistka. Ve své dosavadní kariéře na okruhu WTA Tour vyhrála jeden singlový a sedm deblových turnaje. K nim přidala jeden singlový triumf v sérii WTA 125. V rámci okruhu ITF získala devět titulů ve dvouhře a šest ve čtyřhře.
Na žebříčku WTA byla nejvýše ve dvouhře klasifikována v červnu 2018 na 39. místě a ve čtyřhře pak v září 2019 na 35. místě. Od sezóny 2018 ji trénuje bývalá australská tenistka Sarah Stoneová. V letech 2016–2018 tuto roli plnila Nizozemka Elise Tamaëlaová a předtím Mojmir Mihal.
V srbském fedcupovém týmu debutovala v roce 2009 baráží Světové skupiny proti Španělsku. V roce 2012 byla členkou týmu, který poprvé postoupil do finále proti České republice. Do listopadu 2022 v soutěži nastoupila k dvaceti pěti mezistátním utkáním s bilancí 12–7 ve dvouhře a 12–5 ve čtyřhře.
Srbsko reprezentovala na Letních olympijských hrách 2016 v Riu de Janeiru, kde v ženské dvouhře startovala jako náhradnice. Vypadla v prvním kole, když ve dvou setech nestačila na Francouzku Kristinu Mladenovicovou. Do ženské čtyřhry nastoupila s Jelenou Jankovićovou. Soutěž opustily po prohře v úvodním kole od britského páru Johanna Kontaová a Heather Watsonová.

## Soukromý život
Narodila se v Moskvě v březnu 1993 do rodiny Bratislava a Ivany Krunićových, srbských imigrantů v Rusku. Má sestru Anastasii Krunićovou. Domovským oddílem je Crvena Zvezda Bělehrad. Žije v Moskvě a hovoří srbsky, rusky, anglicky a slovensky

## Tenisová kariéra
Na juniorce čtyřhry Australian Open 2009 si zahrála s Polkou Sandrou Zaniewskou finále, v němž podlehly americko-chorvatskému páru Christina McHaleová a Ajla Tomljanovićová. Deblový debut na okruhu WTA zaznamenala na turnaji Banka Koper Slovenia Open 2010. První dvouhru pak v nejvyšší úrovni ženského tenisu odehrála v sezóně 2011 na turnaji v Budapešti.
Premiérové finále na okruhu WTA Tour odehrála na červencovém Baku Cupu 2013, když ve finále čtyřhry s Řekyní Eleni Daniilidouovou podlehly dvojici Iryna Burjačoková a Oxana Kalašnikovová až v rozhodujícím supertiebreaku. První titul pak vybojovala na zářijovém Tashkent Open 2014, na němž se její spoluhráčkou stala Češka Kateřina Siniaková. V závěrečném duelu zdolaly ruský pár Margarita Gasparjanová a Alexandra Panovová. Druhou trofej přidala na rabatském Grand Prix SAR La Princesse Lalla Meryem 2016 po boku švýcarské hráčky Xenie Knollové a výhře nad německo-rumunskou sestavou Tatjana Mariová a Ioana Raluca Olaruová.
V rámci nejvyšší grandslamové kategorie si zahrála osmifinále ženské dvouhry US Open 2014, když zvládla tříkolovou kvalifikaci. V hlavní soutěži postupně vyřadila Polku Katarzynu Piterovou, dvacátou sedmou nasazenou Američanku Madison Keysovou a českou turnajovou trojku Petru Kvitovou. Ve čtvrté fázi však nenašla recept na šestnáctou nasazenou Viktorii Azarenkovou. V úvodním kole US Open 2017 přehrála britskou světovou sedmičku Johannu Kontaovou. Soutěž opustila ve třetím zápase po porážce od Julie Görgesové.
Na zářijovém Guangzhou International Women's Open 2017 v Kantonu se po výhře nad Yaninou Wickmayerovou poprvé probojovala do finále dvouhry na túře WTA. V něm pak podlehla druhé nasazené Číňance a světové třicítce Čang Šuaj po třísetovém průběhu. Skalp světové dvojky Garbiñe Muguruzaové si připsala ve druhém kole lednového Brisbane International 2018, když soupeřka v průběhu třetího setu duel skrečovala. Následně podlehla Lotyšce Anastasiji Sevastovové. První singlovou trofej na túře WTA si odvezla z travnatého Libéma Open 2018 v Romalenu u 's-Hertogenbosche, kde prošla do finále přes nejvýše nasazenou Američanku Coco Vandewegheovou. Utkání rozhodl až tiebreak závěrečné třetí sady a odvrácený mečbol Srbky. V boji o titul pak zdolala belgickou tenistku Kirsten Flipkensovou po třísetovém průběhu. Belgičanka přitom ve druhé sadě šla za stavu 5–4 podávat na vítězství v turnaji, ale hru ztratila čistou hrou. Triumfem se Krunićová stala po Ósakaové druhou hráčkou v probíhající sezóně, která vybojovala debutovou kariérní trofej.

## Finále na Grand Slamu

### Ženská čtyřhra: 1 (0–1)
| Stav       | rok  | turnaj      | povrch | spoluhráčka     | soupeřky ve finále                | výsledek      |
| ---------- | ---- | ----------- | ------ | --------------- | --------------------------------- | ------------- |
| Finalistka | 2025 | French Open | antuka | Anna Danilinová | Sara Erraniová Jasmine Paoliniová | 4–6, 6–2, 1–6 |

## Finále na okruhu WTA Tour
| Legenda                                      |
| -------------------------------------------- |
| D – dvouhra; Č – čtyřhra                     |
| Grand Slam (0–1 Č)                           |
| Turnaj mistryň (0)                           |
| Premier Mandatory & Premier 5 / WTA 1000 (0) |
| Premier / WTA 500 (2–0 Č)                    |
| International / WTA 250 (1–2 D, 5–6 Č)       |

### Dvouhra: 3 (1–2)
| Stav       | č. | datum           | turnaj                       | kategorie     | povrch | soupeřka ve finále  | výsledek           |
| ---------- | -- | --------------- | ---------------------------- | ------------- | ------ | ------------------- | ------------------ |
| Finalistka | 1. | 23. září 2017   | Kanton, Čína                 | International | tvrdý  | Čang Šuaj           | 2–6, 6–3, 2–6      |
| Vítězka    | 1. | 13. června 2018 | 's-Hertogenbosch, Nizozemsko | International | tráva  | Kirsten Flipkensová | 6–7(0–7), 7–5, 6–1 |
| Finalistka | 2. | červenec 2022   | Budapešť, Maďarsko           | WTA 250       | antuka | Bernarda Peraová    | 3–6, 3–6           |

### Čtyřhra: 14 (7–7)
| Stav       | č. | datum             | turnaj                         | kategorie     | povrch     | spoluhráčka                  | soupeřky ve finále                         | výsledek              |
| ---------- | -- | ----------------- | ------------------------------ | ------------- | ---------- | ---------------------------- | ------------------------------------------ | --------------------- |
| Finalistka | 1. | 28. července 2013 | Baku, Ázerbájdžán              | International | tvrdý      | Eleni Daniilidou             | Iryna Burjačoková Oxana Kalašnikovová      | 6–4, 6–7(3–7), [4–10] |
| Vítězka    | 1. | 13. září 2014     | Taškent, Uzbekistán            | International | tvrdý      | Kateřina Siniaková           | Margarita Gasparjanová Alexandra Panovová  | 6–2, 6–1              |
| Vítězka    | 2. | 29. dubna 2016    | Rabat, Maroko                  | International | antuka     | Xenia Knollová               | Tatjana Mariová Ioana Raluca Olaruová      | 6–3, 6–0              |
| Finalistka | 2. | 11. června 2016   | 's-Hertogenbosch, Nizozemsko   | International | tráva      | Xenia Knollová               | Oxana Kalašnikovová Jaroslava Švedovová    | 1–6, 1–6              |
| Vítězka    | 3. | 11. ledna 2019    | Sydney, Austrálie              | Premier       | tvrdý      | Kateřina Siniaková           | Eri Hozumiová Alicja Rosolská              | 6–1, 7–6(7–3)         |
| Vítězka    | 4. | 16. června 2019   | Rosmalen, Nizozemí             | International | tráva      | Šúko Aojamová                | Lesley Kerkhoveová Bibiane Schoofsová      | 7–5, 6–3              |
| Vítězka    | 5. | 21. května 2021   | Bělehrad, Srbsko               | WTA 250       | antuka     | Nina Stojanovićová           | Greet Minnenová Alison Van Uytvancková     | 6–0, 6–2              |
| Finalistka | 3. | září 2021         | Portorož, Slovinsko            | WTA 250       | tvrdý      | Lesley Pattinama Kerkhoveová | Anna Kalinská Tereza Mihalíková            | 6–4, 2–6, [10–12]     |
| Finalistka | 4. | říjen 2021        | Kluž, Rumunsko                 | WTA 250       | tvrdý (h)  | Lesley Pattinama Kerkhoveová | Irina Baraová Jekatěrine Gorgodzeová       | 6–4, 1–6, [9–11]      |
| Vítězka    | 6. | 25. června 2022   | Eastbourne, Spojené království | WTA 500       | tráva      | Magda Linetteová             | Ljudmyla Kičenoková Jeļena Ostapenková     | bez boje              |
| Finalistka | 5. | 27. srpna 2022    | Cleveland, Spojené státy       | WTA 250       | tvrdý      | Anna Danilinová              | Nicole Melichar-Martinezová Ellen Perezová | 5–7, 3–6              |
| Finalistka | 6. | leden 2025        | Auckland, Nový Zéland          | WTA 250       | tvrdý      | Sabrina Santamariová         | Ťiang Sin-jü Wu Fang-sien                  | 3–6, 4–6              |
| Win        | 7. | duben 2025        | Rouen, Francie                 | WTA 250       | antuka (h) | Sabrina Santamariová         | Irina Chromačovová Linda Nosková           | 6–0, 6–4              |
| Finalistka | 7. | 8. června 2025    | French Open, Paříž, Francie    | Grand Slam    | antuka     | Anna Danilinová              | Sara Erraniová Jasmine Paoliniová          | 4–6, 6–2, 1–6         |

## Finále série WTA 125
| Legenda                  |
| ------------------------ |
| D – dvouhra; Č – čtyřhra |
| WTA 125 (1–0 D)          |

### Dvouhra: 1 (1–0)
| Stav    | č. | datum           | turnaj          | povrch | soupeřka ve finále   | výsledek      |
| ------- | -- | --------------- | --------------- | ------ | -------------------- | ------------- |
| Vítězka | 1. | 11. června 2017 | Bol, Chorvatsko | antuka | Alexandra Cadanțuová | 6–3, 3–0skreč |

## Finále na okruhu ITF
| Dotace turnajů okruhu ITF | Dotace turnajů okruhu ITF |
| ------------------------- | ------------------------- |
| 100 000 $ tournaments     | 80 000 $ tournaments      |
| 75 000 $ tournaments      | 60 000 $ tournaments      |
| 50 000 $ tournaments      | 25 000 $ tournaments      |
| 15 000 $ tournaments      | 10 000 $ tournaments      |

### Dvouhra: 12 (9–3)
| Stav       | č. | datum             | turnaj                         | povrch   | soupeřka ve finále   | výsledek           |
| ---------- | -- | ----------------- | ------------------------------ | -------- | -------------------- | ------------------ |
| Vítězka    | 1. | 6. července 2008  | Prokuplje, Srbsko              | antuka   | Tanja Germanljeva    | 6–4, 6–1           |
| Finalistka | 1. | 12. července 2009 | Prokuplje, Srbsko              | antuka   | Dalia Zafirova       | 3–6, 6–7(3–7)      |
| Vítězka    | 2. | 29. srpna 2009    | Velenje, Slovinsko             | antuka   | Nika Ožegovićová     | 6–3, 6–1           |
| Vítězka    | 3. | 18. října 2009    | Dubrovník, Chorvatsko          | antuka   | Karin Morgošová      | 6–0, 6–3           |
| Vítězka    | 4. | 10. ledna 2010    | Kanton, ČLR                    | tvrdý    | Čou I-miao           | 6–3, 7–5           |
| Vítězka    | 5. | 22. května 2010   | Moskva, Rusko                  | antuka   | Natalija Ryžonkovová | 6–4, 4–6, 6–2      |
| Finalistka | 2. | 19. května 2012   | Caserta, Itálie                | antuka   | Bianca Bottová       | 1–6, 0–6           |
| Vítězka    | 6. | 24. června 2012   | Lenzerheide, Švýcarsko         | antuka   | Chiara Schollová     | 6–3, 6–3           |
| Vítězka    | 7. | 10. března 2013   | Irapuato, Mexiko               | antuka   | Olga Savčuková       | 7–6(7–4), 6–4      |
| Vítězka    | 8. | 8. září 2013      | Trabzon, Turecko               | tvrdý    | Stéphanie Foretzová  | 1–6, 6–4, 6–3      |
| Vítězka    | 9. | 20. prosince 2014 | Ankara, Turecko                | flagicon | Akgul Amanmuradovová | 3–6, 6–2, 7–6(8–6) |
| Finalistka | 3. | 18. června 2017   | Manchester, Spojené království | tráva    | Zarina Dijasová      | 4–6, 4–6           |

### Čtyřhra (6 titulů)
| č. | datum             | turnaj                 | povrch | spoluhráčka         | poražené finalistky                     | výsledek         |
| -- | ----------------- | ---------------------- | ------ | ------------------- | --------------------------------------- | ---------------- |
| 1. | 11. července 2009 | Prokuplje, Srbsko      | antuka | Ema Polićová        | Aleksandra Josifoská Cristina Stancuová | 6–2, 7–6(7–3)    |
| 2. | 23. června 2012   | Lenzerheide, Švýcarsko | antuka | Ana Vrljićová       | Xenija Lykinová Isabella Šinikovová     | 6–2, 6–4         |
| 3. | 26. dubna 2013    | Tunis, Tunisko         | antuka | Katarzyna Piterová  | Réka Luca Janiová Jevgenija Paškovová   | 6–2, 3–6, [10–8] |
| 4. | 10. srpna 2013    | Smyrna, Turecko        | tvrdý  | Katarzyna Piterová  | Kristi Boxxová Abigail Guthrieová       | 6–2, 6–2         |
| 5. | 13. září 2013     | Trabzon, Turecko       | tvrdý  | Oxana Kalašnikovová | Ani Amiraghjanová Dalila Jakupovićová   | 6–2, 6–1         |
| 6. | 26. července 2014 | Sobota, Polsko         | antuka | Barbora Krejčíková  | Anastasija Vasyljevová Maryna Zanevská  | 3–6, 6–0, [10–6] |

## Finále soutěží družstev
| Stav       | Č. | Datum                | Soutěž               | Povrch    | Spoluhráči                                           | Finalisté                                                     | Výsledek |
| ---------- | -- | -------------------- | -------------------- | --------- | ---------------------------------------------------- | ------------------------------------------------------------- | -------- |
| Finalistka | 1. | 3.–4. listopadu 2012 | Fed Cup Praha, Česko | tvrdý (h) | Ana Ivanovićová Jelena Jankovićová Bojana Jovanovská | Petra Kvitová Lucie Šafářová Lucie Hradecká Andrea Hlaváčková | 1–3      |

## Finále na juniorském Grand Slamu

### Čtyřhra juniorek: 1 (0–1)

#### Finalistka
| Rok  | Turnaj          | Povrch | Spoluhráčka      | Vítězky                                 | Výsledek       |
| ---- | --------------- | ------ | ---------------- | --------------------------------------- | -------------- |
| 2009 | Australian Open | tvrdý  | Sandra Zaniewská | Christina McHaleová Ajla Tomljanovićová | 6–1, 2–6, 10–4 |